# Nectandra grisea
Nectandra grisea är en lagerväxtart som beskrevs av J.G. Rohwer. Nectandra grisea ingår i släktet Nectandra och familjen lagerväxter. Inga underarter finns listade i Catalogue of Life.